# Белов, Николай Семёнович
Николай Семёнович Белов (25 апреля 1908 года, село Шоршелы, Чебоксарский уезд, Казанская губерния — 1972 год, Кемерово) — организатор производства ГРЭС, управляющий районным энергетическим управлением «Кемеровоэнерго» энергетической системы «Кузбассэнерго» Кемеровской области. Герой Социалистического Труда (1966).

## Биография
Родился 25 апреля 1908 года в крестьянской семье в селе Шоршелы Чебоксарского уезда Казанской губернии (сегодня — Мариинско-Посадский район Республики Чувашия). 
По комсомольской путёвке был отправлен на учёбу в Московский энергетический институт, который окончил в 1935 году. 
С 1947 года работал дежурным диспетчером ГРЭС-5 «Мосэнерго», потом был назначен инженером Шатурской ГРЭС. Позднее работал главным инженером Чебоксарской ГРЭС, директором «Дальэнерго», управляющим Дальневосточной энергетической системы и директором «Кузбассэнерго» Кемеровской области. Под его руководством производился монтаж электросистемы на Южно-Кузбасской, Томь-Усинской, Беловской ГРЭС, Ново-Кемеровской и Западно-Сибирской ТЭЦ.
В 1964 году принял десятую часть вводимых в стране электрических мощностей.
Указом Президиума Верховного Совета СССР от 4 октября 1966 года за выдающиеся успехи, достигнутые в  выполнении заданий семилетнего плана по развитию энергетики страны, Николаю Семёновичу Белову было присвоено звания Героя Социалистического Труда с вручением ордена Ленина и золотой медали «Серп и Молот».

## Память
- В Кемерове на доме № 8 по Весенней улице, где проживал Николай Белов, находится мемориальная доска[1].

## Награды
- Медаль «Серп и Молот» (04.10.1966)
- Орден Ленина (04.10.1966)
- Орден Октябрьской Революции (20.04.1971)
- Орден Трудового Красного Знамени (01.04.1945)
- Медаль «За трудовую доблесть» (28.05.1952)
- Медаль «За победу над Японией»
- Медаль «За доблестный труд в Великой Отечественной войне 1941—1945 гг.»
- Медаль «За освоение целинных земель»